# Đức Thượng
Đức Thượng là một xã thuộc huyện Hoài Đức, Hà Nội, Việt Nam.

## Vị trí địa lý
Xã Đức Thượng nằm ở phía Bắc huyện Hoài Đức

## Địa giới hành chính
- Phía Bắc giáp H. Đan Phượng
- Phía Tây Nam giáp xã Minh Khai, Dương Liễu
- Phía Đông Nam giáp thị trấn Trạm Trôi